# Яріслейдіс Сіріло
Яріслейдіс Сіріло (10 травня 2002 , Гуантанамо ) — кубинська веслувальниця на каное, бронзова призерка Олімпійських ігор 2024 року.

## Виступи на Олімпіадах
| Олімпіада  | Дисципліна                 | Місце |
| ---------- | -------------------------- | ----- |
| Токіо 2020 | каное-одиночки, 200 метрів | 12    |
| Токіо 2020 | каное-двійки, 500 метрів   | 6     |
| Париж 2024 | каное-одиночки, 200 метрів | 3     |
| Париж 2024 | каное-двійки, 500 метрів   | 8     |

## Зовнішні посилання
- Яріслейдіс Сіріло на сайті International Canoe Federation (англійська)
- Яріслейдіс Сіріло на сайті Olympics.com (англійська)
- Яріслейдіс Сіріло на сайті Olympedia (англійська)